# 市辖区 (乌克兰)
市辖区（羅馬化：miskykh raioniv），是乌克兰某些大城市之下的行政区划单位。市辖区归城市管辖。
基辅市分为10个市辖区，为乌克兰市辖区最多的城市。

## 概述
乌克兰全国共有111个市辖区，分别隶属于19个城市。城市中包含區劃的城市大多是該州的行政中心和兩個特殊地位城市（基輔和塞瓦斯托波爾）。每州的區數從最少2個到最多21個（頓涅茨克州）不等，而最多區的單一城市是基輔）。
烏克蘭憲法第133條規定，城市中的區是國家領土行政區劃的一部分，而第140條則規定，市轄區的管理和組織問題屬於該市市議會的職權範圍。
在2016年2月之前，烏克蘭許多市轄區仍以與前蘇聯早年相關的人物、地點、事件和組織命名（例：列寧、莫斯科、十月革命、共青團）；但後來烏克蘭政府為了推行去共產化法律，許多地方包括市轄區都被重新命名。